# John Birt (baron Birt)
John Birt, né le 10 décembre 1944 à Liverpool, baron Birt, producteur de télévision britannique, est directeur général de la BBC de 1992 à 2000.

## Biographie
John Birt fait la première partie de sa carrière à l'extérieur de la BBC, pour des sociétés comme London Weekend Television, avant de rejoindre la BBC en 1987 comme adjoint du directeur général Michael Checkland. Il est critiqué pour avoir travaillé comme freelance dans des conditions contestées, en facturant des frais divers, se faisant rembourser deux fois les mêmes dépenses, par la BBC et par sa société, y compris le secrétariat de son épouse, une affaire révélée par le journal The Independent on Sunday. La majorité des 33 000 employés réclament sa démission et celle de Marmaduke Hussey, alias « Duke Hussey », le président du conseil d'administration. En 1998 il est aussi accusé d'avoir censuré des informations concernant la vie privée du ministre Peter Mandelson, peu de temps après que ce dernier s'en soit plaint.
À son actif, il développe la production digitale de services audiovisuels divers, procurant à l'entreprise de nouveaux revenus. Le 11 février 2000, après sa démission du poste de directeur-général de la BBC, il est créé pair à vie dans la pairie du Royaume-Uni en tant que baron Birt. Cela lui permet de siéger à la Chambre des lords et devenir conseiller du Premier ministre.